# Qualificazioni al campionato mondiale femminile di calcio 1999 - UEFA
Questa voce raccoglie un approfondimento sulle gare di qualificazione organizzate dall'UEFA alla fase finale del campionato mondiale femminile di calcio 1999.

## Fase a gironi
Nella qualificazione UEFA per la campionato mondiale femminile di calcio 1999, le 16 squadre appartenenti alla Classe A sono state sorteggiate in quattro gironi, le cui vincitrici più le  due vincitrici dei play-off tra le seconde classificate si sono qualificate per la fase finale. Le qualificazioni sono iniziate il 16 agosto 1997 e si sono concluse il 11 ottobre 1998.

## Classe A

### Gruppi

#### Gruppo 1
| Pos | Squadra | Pt | G | V | N | P | GF | GS | DR  |
| --- | ------- | -- | - | - | - | - | -- | -- | --- |
| 1.  | Svezia  | 18 | 6 | 6 | 0 | 0 | 18 | 5  | +13 |
| 2.  | Ucraina | 9  | 6 | 3 | 0 | 3 | 9  | 13 | -4  |
| 3.  | Islanda | 5  | 6 | 1 | 2 | 3 | 5  | 9  | -4  |
| 4.  | Spagna  | 2  | 6 | 0 | 2 | 4 | 5  | 10 | -5  |

|         | Islanda (bandiera) | Spagna (bandiera) | Svezia (bandiera) | Ucraina (bandiera) |
| ------- | ------------------ | ----------------- | ----------------- | ------------------ |
| Islanda |                    | 1 - 1             | 1 - 3             | 3 - 2              |
| Spagna  | 0 - 0              |                   | 1 - 2             | 1 - 2              |
| Svezia  | 2 - 0              | 3 - 1             |                   | 3 - 2              |
| Ucraina | 1 - 0              | 2 - 1             | 0 - 5             |                    |

Svezia qualificata. Ucraina ai play-off A, Spagna ai play-off B.

#### Gruppo 2
| Pos | Squadra   | Pt | G | V | N | P | GF | GS | DR  |
| --- | --------- | -- | - | - | - | - | -- | -- | --- |
| 1.  | Italia    | 16 | 6 | 5 | 1 | 0 | 11 | 4  | +7  |
| 2.  | Finlandia | 10 | 6 | 3 | 1 | 2 | 6  | 5  | +1  |
| 3.  | Francia   | 8  | 6 | 2 | 2 | 2 | 9  | 7  | +2  |
| 4.  | Svizzera  | 0  | 6 | 0 | 0 | 6 | 2  | 12 | -10 |

|           | Finlandia (bandiera) | Francia (bandiera) | Italia (bandiera) | Svizzera (bandiera) |
| --------- | -------------------- | ------------------ | ----------------- | ------------------- |
| Finlandia |                      | 1 - 0              | 1 - 2             | 1 - 0               |
| Francia   | 2 - 2                |                    | 2 - 3             | 3 - 0               |
| Italia    | 1 - 0                | 0 - 0              |                   | 2 - 0               |
| Svizzera  | 0 - 1                | 1 - 2              | 1 - 3             |                     |

Italia qualificata. Finlandia ai play-off A, Svizzera ai play-off B.

#### Gruppo 3
| Pos | Squadra     | Pt | G | V | N | P | GF | GS | DR |
| --- | ----------- | -- | - | - | - | - | -- | -- | -- |
| 1.  | Norvegia    | 13 | 6 | 4 | 1 | 1 | 13 | 5  | +8 |
| 2.  | Germania    | 12 | 6 | 4 | 0 | 2 | 9  | 5  | +4 |
| 3.  | Paesi Bassi | 7  | 6 | 2 | 1 | 3 | 5  | 10 | -5 |
| 4.  | Inghilterra | 3  | 6 | 1 | 0 | 5 | 3  | 10 | -7 |

|             | Germania (bandiera) | Inghilterra (bandiera) | Norvegia (bandiera) | Paesi Bassi (bandiera) |
| ----------- | ------------------- | ---------------------- | ------------------- | ---------------------- |
| Germania    |                     | 3 - 0                  | 1 - 0               | 2 - 1                  |
| Inghilterra | 0 - 1               |                        | 1 - 2               | 1 - 0                  |
| Norvegia    | 3 - 2               | 2 - 0                  |                     | 6 - 1                  |
| Paesi Bassi | 1 - 0               | 2 - 1                  | 0 - 0               |                        |

Norvegia qualificata. Germania ai play-off A, Inghilterra ai play-off B.

#### Gruppo 4
| Pos | Squadra    | Pt | G | V | N | P | GF | GS | DR  |
| --- | ---------- | -- | - | - | - | - | -- | -- | --- |
| 1.  | Danimarca  | 18 | 6 | 6 | 0 | 0 | 22 | 3  | +19 |
| 2.  | Russia     | 12 | 6 | 4 | 0 | 2 | 15 | 9  | +6  |
| 3.  | Portogallo | 6  | 6 | 2 | 0 | 4 | 4  | 15 | -11 |
| 4.  | Belgio     | 0  | 6 | 0 | 0 | 6 | 5  | 19 | -14 |

|            | Belgio (bandiera) | Danimarca (bandiera) | Portogallo (bandiera) | Russia (bandiera) |
| ---------- | ----------------- | -------------------- | --------------------- | ----------------- |
| Belgio     |                   | 1 - 2                | 0 - 2                 | 3 - 4             |
| Danimarca  | 4 - 0             |                      | 4 - 0                 | 3 - 1             |
| Portogallo | 2 - 0             | 0 - 7                |                       | 0 - 2             |
| Russia     | 5 - 1             | 1 - 2                | 2 - 0                 |                   |

Danimarca qualificata. Russia ai play-off A, Belgio ai play-off B.

## Classe B

### Gruppi

#### Gruppo 5
| Pos | Squadra   | Pt | G | V | N | P | GF | GS | DR  |
| --- | --------- | -- | - | - | - | - | -- | -- | --- |
| 1.  | Scozia    | 14 | 6 | 4 | 2 | 0 | 38 | 3  | +35 |
| 2.  | Rep. Ceca | 14 | 6 | 4 | 2 | 0 | 37 | 2  | +35 |
| 3.  | Estonia   | 3  | 6 | 1 | 0 | 5 | 6  | 31 | -25 |
| 4.  | Lituania  | 3  | 6 | 1 | 0 | 5 | 3  | 48 | -45 |

|           | Estonia (bandiera) | Lituania (bandiera) | Rep. Ceca (bandiera) | Scozia (bandiera) |
| --------- | ------------------ | ------------------- | -------------------- | ----------------- |
| Estonia   |                    | 3 - 0               | 0 - 8                | 1 - 7             |
| Lituania  | 3 - 2              |                     | 0 - 12               | 0 - 5             |
| Rep. Ceca | 6 - 0              | 9 - 0               |                      | 1 - 1             |
| Scozia    | 7 - 0              | 17 - 0              | 1 - 1                |                   |

Scozia ai play-off B.

#### Gruppo 6
| Pos | Squadra     | Pt | G | V | N | P | GF | GS | DR  |
| --- | ----------- | -- | - | - | - | - | -- | -- | --- |
| 1.  | Polonia     | 16 | 6 | 5 | 1 | 0 | 15 | 4  | +11 |
| 2.  | Irlanda     | 10 | 6 | 3 | 1 | 2 | 8  | 4  | +4  |
| 3.  | Bielorussia | 5  | 6 | 1 | 2 | 3 | 8  | 9  | -1  |
| 4.  | Galles      | 2  | 6 | 0 | 2 | 4 | 7  | 21 | -14 |

|             | Bielorussia (bandiera) | Galles (bandiera) | Irlanda (bandiera) | Polonia (bandiera) |
| ----------- | ---------------------- | ----------------- | ------------------ | ------------------ |
| Bielorussia |                        | 4 - 1             | 0 - 1              | 0 - 1              |
| Galles      | 3 - 3                  |                   | 0 - 3              | 1 - 5              |
| Irlanda     | 0 - 0                  | 4 - 0             |                    | 0 - 1              |
| Polonia     | 3 - 1                  | 2 - 2             | 3 - 0              |                    |

Polonia ai play-off B.

#### Gruppo 7
| Pos | Squadra    | Pt | G | V | N | P | GF | GS | DR  |
| --- | ---------- | -- | - | - | - | - | -- | -- | --- |
| 1.  | Jugoslavia | 16 | 6 | 6 | 0 | 0 | 24 | 4  | +20 |
| 2.  | Bulgaria   | 7  | 6 | 2 | 1 | 3 | 11 | 12 | -1  |
| 3.  | Turchia    | 5  | 6 | 1 | 2 | 3 | 6  | 15 | -9  |
| 4.  | Grecia     | 4  | 6 | 1 | 1 | 4 | 8  | 18 | -10 |
| 5.  | Georgia    | 0  | 0 | 0 | 0 | 0 | 0  | 0  | 0   |

|            | Bulgaria (bandiera) | Georgia (bandiera) | Grecia (bandiera) | Jugoslavia (bandiera) | Turchia (bandiera) |
| ---------- | ------------------- | ------------------ | ----------------- | --------------------- | ------------------ |
| Bulgaria   |                     | canc.              | 3 - 0             | 1 - 6                 | 1 - 2              |
| Georgia    | canc.               |                    | canc.             | canc.                 | 0 - 1*             |
| Grecia     | 1 - 5               | canc.              |                   | 2 - 3                 | 3 - 2              |
| Jugoslavia | 2 - 0               | 11 - 0*            | 4 - 1             |                       | 4 - 0              |
| Turchia    | 1 - 1               | canc.              | 1 - 1             | 0 - 5                 |                    |

- annullate

Jugoslavia ai play-off B. Georgia ritirata.

#### Gruppo 8
| Pos | Squadra              | Pt | G | V | N | P | GF | GS | DR  |
| --- | -------------------- | -- | - | - | - | - | -- | -- | --- |
| 1.  | Romania              | 18 | 8 | 5 | 3 | 0 | 30 | 6  | +24 |
| 2.  | Slovacchia           | 17 | 8 | 5 | 2 | 1 | 33 | 5  | +28 |
| 3.  | Ungheria             | 16 | 8 | 5 | 1 | 2 | 32 | 9  | +23 |
| 4.  | Israele              | 3  | 8 | 1 | 0 | 7 | 6  | 31 | -25 |
| 5.  | Bosnia ed Erzegovina | 3  | 8 | 1 | 0 | 7 | 5  | 55 | -50 |

|                      | Bosnia ed Erzegovina (bandiera) | Israele (bandiera) | Romania (bandiera) | Slovacchia (bandiera) | Ungheria (bandiera) |
| -------------------- | ------------------------------- | ------------------ | ------------------ | --------------------- | ------------------- |
| Bosnia ed Erzegovina |                                 | 4 - 1              | 1 - 8              | 0 - 7                 | 0 - 9               |
| Israele              | 5 - 0                           |                    | 0 - 7              | 0 - 4                 | 0 - 2               |
| Romania              | 4 - 0                           | 4 - 0              |                    | 1 - 1                 | 3 - 1               |
| Slovacchia           | 11 - 0                          | 5 - 0              | 1 - 1              |                       | 4 - 0               |
| Ungheria             | 10 - 0                          | 5 - 0              | 2 - 2              | 3 - 0                 |                     |

Romania ai play-off B.

## Play-off A
| Squadra 1 | Totale | Squadra 2 | Andata | Ritorno |
| --------- | ------ | --------- | ------ | ------- |
| Russia    | 4 - 2  | Finlandia | 2 - 1  | 2 - 1   |
| Germania  | 6 - 1  | Ucraina   | 5 - 0  | 1 - 1   |

## Play-off B
| Squadra 1  | Totale | Squadra 2   | Andata | Ritorno |
| ---------- | ------ | ----------- | ------ | ------- |
| Polonia    | 0 - 5  | Svizzera    | 0 - 1  | 0 - 4   |
| Jugoslavia | 4 - 1  | Belgio      | 3 - 0  | 1 - 1   |
| Romania    | 2 - 6  | Inghilterra | 1 - 4  | 1 - 2   |
| Scozia     | 1 - 7  | Spagna      | 0 - 3  | 1 - 4   |